# Dioon mejiae
Espèce
Statut CITES

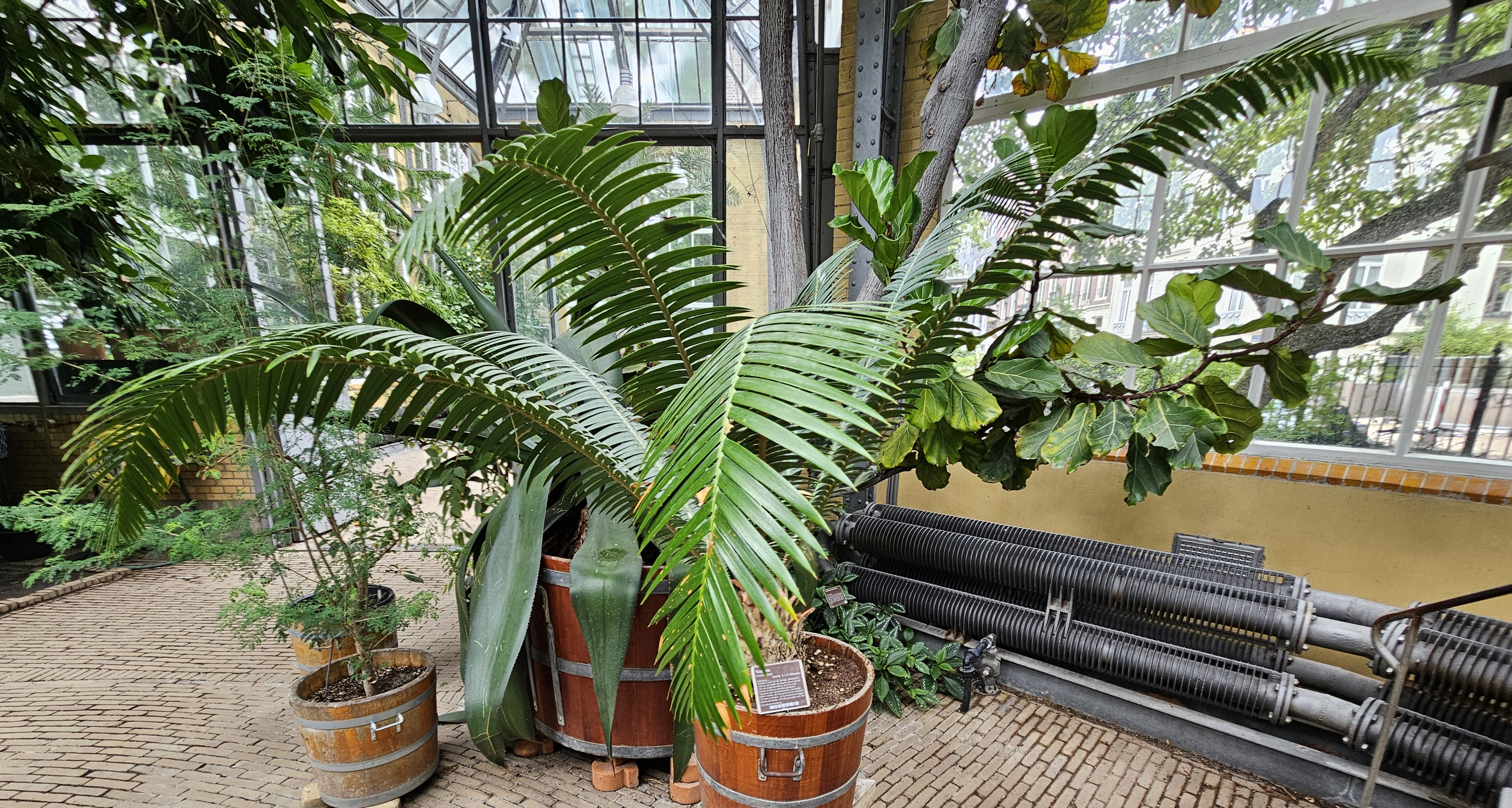
Dioon mejiae au jardin botanique d'Amsterdam.

Dioon mejiae est une espèce de cycas de la famille des Zamiaceae. Son aire de répartition naturelle se situe dans le Nord du Honduras. C'est un cycas qui pousse principalement dans le biome tropical à saison sèche.

## Description
Dioon mejiae est une espèce de cycas petite à moyenne, dressée et généralement non ramifiée, imitant l'apparence des palmiers courts. Il présente des tiges aériennes bien développées, atteignant jusqu'à 1 m de long dans son habitat. Sa croissance est généralement vigoureuse et sa couronne est riche en feuilles. Les cycas primitifs, tel que Dioon mejiae, comptent parmi les plus anciennes plantes encore vivantes sur la planète, dont les origines remontent à la flore ancienne du début du Mésozoïque, il y a plus de 170 millions d'années. Dioon mejiae est dioïque : il faut deux plantes pour produire des graines viables.
Les feuilles sont vert pâle à vert foncé, plates de profil (non carénées) en section, avec des folioles inermes (à l'exception de la foliole terminale, qui peut être assez pointue), seuls les pétioles étant couverts d'épines. La tige (caudex) est généralement unique, atteignant 1 m de haut et 25 cm de diamètre, fine, colonnaire, dressée, est recouverte de cicatrices. Les frondes rayonnent à partir du tronc et sont dressées obliquement. Les feuilles (frondes) sont pennées, rigides, mesurant environ 1 à 2 m de long et comportant 120 à 200 folioles. Chez les plantes adultes, les folioles sont plates, lancéolées, faiblement décolorées, non falciformes. Les folioles médianes mesurent 12 à 22 cm de long et 12 à 17 mm de large, vert clair ou brillant, très brillantes, ne se chevauchant pas, régulièrement espacées et les bords des folioles sont inermes. Chez les jeunes plants, les folioles présentent des bords épineux.
Les cônes mâles sont en forme de fusains, brun pâle, de 30 à 80 cm de long et de 8 à 10 cm de diamètre. Les cônes femelles : sur les plantes femelles produisent de très grands cônes ovoïdes brun pâle sur un pédoncule allongé, atteignant 30 à 50 cm de long et 20 à 30 cm de large. Les graines sont ovales, d’environ 40 à 50 mm de long et 30 à 40 mm de large, de couleur crème à blanche.

## Répartition et habitat
Dioon mejiae se rencontre aux altitudes comprises entre 265 et 500 m dans les départements de Colón, Olancho et Yoro. Cette espèce est généralement présente dans le sous-bois des forêts tropicales humides semi-décidues. On la trouve sur les pentes abruptes et dans les canyons, mais elle pousse également sur des terrains plats. Certaines populations prospèrent dans des sols sableux ou des dépôts alluviaux sableux à argileux, tandis que d’autres poussent dans des sols limoneux et calcaires, dans du granite décomposé riche en humus.

## Statut de conservation
Dioon mejiae a été évalué en 2020 pour la Liste rouge des espèces menacées de l’UICN et est répertorié comme espèce en voie de disparition selon les critères A2acd+3cd+4acd ; B1ab(i,ii,iii,iv,v)+2ab(i,ii,iii,iv,v). 
La principale menace provient de la destruction de l’habitat due à sa conversion en terres agricoles et, dans une moindre mesure, aux effets de l’exploitation forestière et de la construction de routes sur cet habitat.

## Dénominations
Au Honduras cette plante est appelée de nombreux noms communs tels que Palma teosinte, Teocinte,  Teocinta (pied femelle), Teocintle, Teocsinte, Tiusinte et Tusinte, qui signifient tous « oreille sacrée »,.

## Systématique
Le nom correct complet (avec auteur) de ce taxon est Dioon mejiae Standl. & L.O.Williams.
Dioon mejiae a pour synonyme :
- Dioon edule var. latipinnium Dyer